# Dinarthrodes itoae
Dinarthrodes itoae är en nattsländeart som beskrevs av Kumanski och Weaver 1992. Dinarthrodes itoae ingår i släktet Dinarthrodes och familjen kantrörsnattsländor. Inga underarter finns listade i Catalogue of Life.